# Algeriz
Algeriz es una freguesia portuguesa del concelho de Valpaços, con 18,99 km² de superficie y 730 habitantes (2001). Su densidad de población es de 38,4 hab/km².